# 라이즈 오브 더 풋솔져
《라이즈 오브 더 풋솔져》(Rise Of The Footsoldier)는 영국에서 제작된 줄리언 길베이 감독의 2007년 액션 영화이다. 리치 하넷 등이 주연으로 출연하였다.
2007년 9월 7일 개봉되었다. 1995년 레텐든 학살의 실화, 칼트 린치의 자서전(축구 폭력)에 기반을 둔다.

## 출연

### 주연
- 리치 하넷
- 테리 스톤

### 조연
- 크레이그 페어브라스
- 롤랜드 마누키언
- 프랭크 하퍼
- 빌리 머레이
- 닐 마스켈
- 이안 버고
- 데이브 르게노
- 에밀리 비샴
- 라라 벨몬트
- 키에란 베우
- 조지 캘릴
- 브렌던 카
- 잭 댈리
- 스티브 델리
- 지미 플린트
- 에덴 포드
- 노엘 프란시스
- 다퍼 라비딘
- 밋첼 루이스
- 제이슨 마자
- 이안 맥킨타이어
- 캘럼 맥냅
- 사이먼 미콕
- 대니 미드윈터
- 벤 모리스
- 패트릭 리지스
- 토비 리처즈
- 애덤 세인트
- 게리 쉬프먼
- 제이 테일러
- 키어스턴 워레잉

## 기타
- 공동제작: 게리 투미
- 라인프로듀서: 게리 투미
- 미술: 매튜 버튼
- 배역: 스티브 델리
- 배역: 줄리 던